# محمدآباد (ریگان)
محمدآباد، شهری در بخش مرکزی شهرستان ریگان در استان کرمان ایران است. این شهر، مرکز شهرستان ریگان است.

## جمعیت
بر پایه سرشماری عمومی نفوس و مسکن در سال ۱۳۹۵، جمعیت شهر محمدآباد برابر با ۲۰٬۷۲۰ نفر (۴٬۸۲۸ خانوار) بوده است.